# Klenovnik (Serbia)
Klenovnik (cyr. Кленовник) – wieś w Serbii, w okręgu braniczewskim, w mieście Požarevac. W 2011 roku liczyła 1021 mieszkańców.